# Campionatul Mondial de Fotbal 1990
Campionatul Mondial de Fotbal 1990 a fost cea de-a paisprezecea ediție a celei mai importante competiții la care participă echipe naționale din toată lumea, ediție ce s-a desfășurat în Italia. Țara gazdă a fost stabilită în anul 1984. Au candidat pentru organizare Italia și Uniunea Republicilor Sovietice Socialiste. Italia a devenit a doua țară care găzduiește de două ori turneul final, după ediția din 1934. Prima țară fusese Mexic cu edițiile 1970 și 1986. Costa Rica, Irlanda și Emiratele Arabe Unite au participat în premieră la un turneu final mondial.

## Stadioane
| Roma                                                    | Milano                                                                               | Napoli                                                                               | Torino                                                |
| ------------------------------------------------------- | ------------------------------------------------------------------------------------ | ------------------------------------------------------------------------------------ | ----------------------------------------------------- |
| Stadio Olimpico                                         | San Siro                                                                             | Stadio San Paolo                                                                     | Stadio delle Alpi                                     |
| 41°56′1.99″N 12°27′17.23″E / 41.9338861°N 12.4547861°E  | 45°28′40.89″N 9°7′27.14″E / 45.4780250°N 9.1242056°E                                 | 40°49′40.68″N 14°11′34.83″E / 40.8279667°N 14.1930083°E                              | 45°06′34.42″N 7°38′28.54″E / 45.1095611°N 7.6412611°E |
| Capacitate: 72.698                                      | Capacitate: 85.700                                                                   | Capacitate: 74.000                                                                   | Capacitate: 68.000                                    |
|                                                         |                                                                                      |                                                                                      |                                                       |
| Bari                                                    | Roma Milano Napoli Torino Bari Verona Florența Cagliari Bologna Udine Palermo Genova | Roma Milano Napoli Torino Bari Verona Florența Cagliari Bologna Udine Palermo Genova | Verona                                                |
| Stadio San Nicola                                       | Roma Milano Napoli Torino Bari Verona Florența Cagliari Bologna Udine Palermo Genova | Roma Milano Napoli Torino Bari Verona Florența Cagliari Bologna Udine Palermo Genova | Stadio Marc'Antonio Bentegodi                         |
| 41°5′5.05″N 16°50′24.26″E / 41.0847361°N 16.8400722°E   | Roma Milano Napoli Torino Bari Verona Florența Cagliari Bologna Udine Palermo Genova | Roma Milano Napoli Torino Bari Verona Florența Cagliari Bologna Udine Palermo Genova | 45°26′7.28″N 10°58′7.13″E / 45.4353556°N 10.9686472°E |
| Capacitate: 56.000                                      | Roma Milano Napoli Torino Bari Verona Florența Cagliari Bologna Udine Palermo Genova | Roma Milano Napoli Torino Bari Verona Florența Cagliari Bologna Udine Palermo Genova | Capacitate: 42.000                                    |
|                                                         | Roma Milano Napoli Torino Bari Verona Florența Cagliari Bologna Udine Palermo Genova | Roma Milano Napoli Torino Bari Verona Florența Cagliari Bologna Udine Palermo Genova |                                                       |
| Florența                                                | Roma Milano Napoli Torino Bari Verona Florența Cagliari Bologna Udine Palermo Genova | Roma Milano Napoli Torino Bari Verona Florența Cagliari Bologna Udine Palermo Genova | Cagliari                                              |
| Stadio Artemio Franchi                                  | Roma Milano Napoli Torino Bari Verona Florența Cagliari Bologna Udine Palermo Genova | Roma Milano Napoli Torino Bari Verona Florența Cagliari Bologna Udine Palermo Genova | Stadio Sant'Elia                                      |
| 43°46′50.96″N 11°16′56.13″E / 43.7808222°N 11.2822583°E | Roma Milano Napoli Torino Bari Verona Florența Cagliari Bologna Udine Palermo Genova | Roma Milano Napoli Torino Bari Verona Florența Cagliari Bologna Udine Palermo Genova | 39°11′57.82″N 9°8′5.83″E / 39.1993944°N 9.1349528°E   |
| Capacitate: 41.000                                      | Roma Milano Napoli Torino Bari Verona Florența Cagliari Bologna Udine Palermo Genova | Roma Milano Napoli Torino Bari Verona Florența Cagliari Bologna Udine Palermo Genova | Capacitate: 40.000                                    |
|                                                         | Roma Milano Napoli Torino Bari Verona Florența Cagliari Bologna Udine Palermo Genova | Roma Milano Napoli Torino Bari Verona Florența Cagliari Bologna Udine Palermo Genova |                                                       |
| Bologna                                                 | Udine                                                                                | Palermo                                                                              | Genova                                                |
| Stadio Renato Dall'Ara                                  | Stadio Friuli                                                                        | Stadio La Favorita                                                                   | Stadio Luigi Ferraris                                 |
| 44°29′32.33″N 11°18′34.80″E / 44.4923139°N 11.3096667°E | 46°4′53.77″N 13°12′0.49″E / 46.0816028°N 13.2001361°E                                | 38°9′9.96″N 13°20′32.19″E / 38.1527667°N 13.3422750°E                                | 44°24′59.15″N 8°57′8.74″E / 44.4164306°N 8.9524278°E  |
| Capacitate: 39.000                                      | Capacitate: 38.000                                                                   | Capacitate: 36.000                                                                   | Capacitate: 36.000                                    |
|                                                         |                                                                                      |                                                                                      |                                                       |

## Loturi
Pentru mai multe detalii, vedeți Loturile pentru Campionatul Mondial de Fotbal 1990.
Loturile de la Campionatul Mondial de Fotbal 1990 conțineau 22 de jucători.

## Arbitri
| Africa - Mohamed Hansal - Neji Jouini - Jean-Fidele Diramba Asia - Jamal Al Sharif - Jassim Mandi - Shizuo Takada Europa - Luigi Agnolin - Emilio Soriano Aladrén - George Courtney - Pietro D'Elia - Erik Fredriksson - Siegfried Kirschen - Helmut Kohl - Tullio Lanese - Michał Listkiewicz - Rosario Lo Bello - Carlo Longhi - Pierluigi Magni - Peter Mikkelsen - Pierluigi Pairetto - Zoran Petrović - Joël Quiniou - Kurt Röthlisberger - Aron Schmidhuber - Carlos Silva Valente - George Smith - Alan Snoddy - Alexey Spirin - Marcel van Langenhove - Michel Vautrot | America de Nord și Centrală - Edgardo Codesal - Vincent Mauro - Berny Ulloa Morera Oceania - Richard Lorenc America de Sud - Juan Daniel Cardellino - Armando Pérez Hoyos - Elías Jácome - Juan Carlos Loustau - Carlos Maciel - Hernán Silva - José Roberto Wright |

## Urnele
| Urna 1                                                                                     | Urna 2                                                           | Urna 3                                               | Urna 4                                                                     |
| ------------------------------------------------------------------------------------------ | ---------------------------------------------------------------- | ---------------------------------------------------- | -------------------------------------------------------------------------- |
| Italia (1) · Argentina (2) · Brazilia (3) · Germania de Vest (4) · Belgia (5) · Anglia (6) | Austria Țările de Jos Scoția Spania Uniunea Sovietică Iugoslavia | Columbia Cehoslovacia Irlanda România Suedia Uruguay | Camerun Costa Rica Egipt Coreea de Sud Emiratele Arabe Unite Statele Unite |

## Rezultate
| Campioni Locul doi | Locul trei Locul patru | Sferturi de finală Optimi de finală | Faza grupelor |

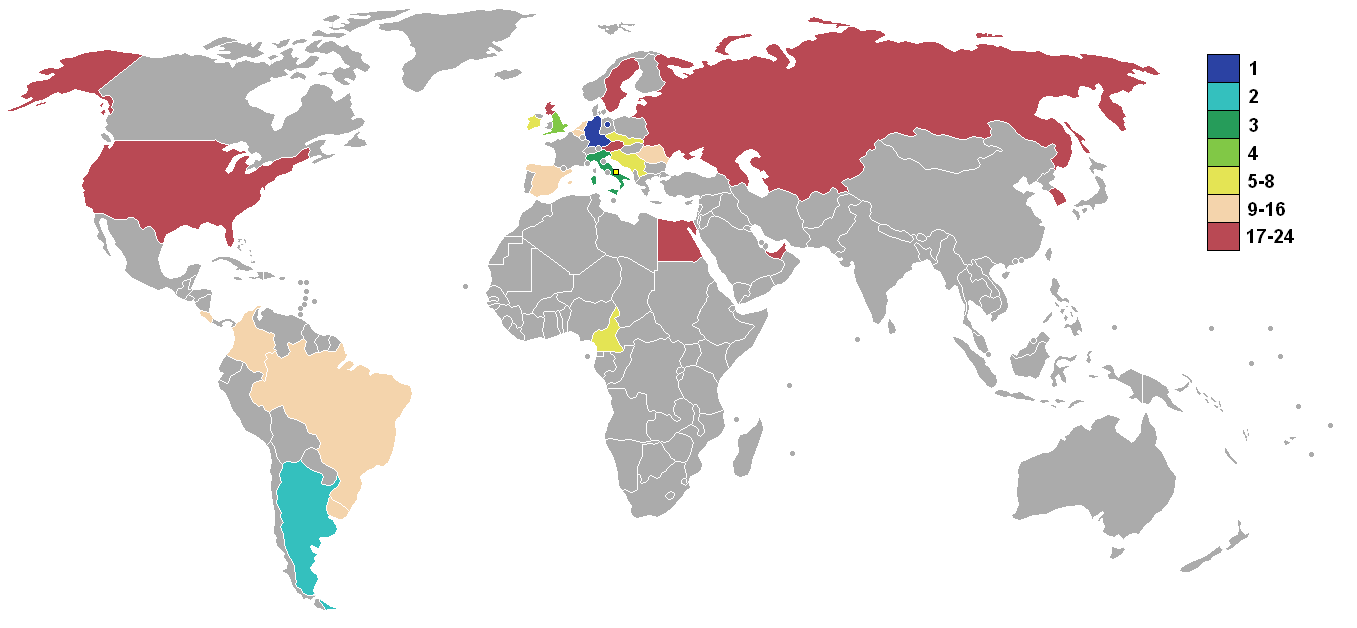
Campioni
Locul doi
Locul trei
Locul patru
Sferturi de finală
Optimi de finală
Faza grupelor

Toate loviturile de start la ora locală (CEST/UTC+2)

### Faza grupelor
Dacă echipele erau la egalitate de puncte, erau clasate după următoarele criterii:
„
1. Diferența de goluri realizată de fiecare echipă în toate meciurile din grupă.
2. Cel mai mare număr de goluri marcate în cele trei meciuri din grupă.
3. Dacă echipele rămâneau la egalitate după acele criterii, era formată o minigrupă pentru acele echipe, care ar fi clasate după:
  1. Cele mai multe puncte câștigate în meciurile împotriva altor echipe la egalitate
  2. Diferența de goluri realizată de fiecare echipă în toate meciurile cu alte echipe la egalitate
  3. Cel mai mare număr de goluri marcate în meciurile împotriva echipelor aflate la egalitate

4. Dacă echipele rămâneau la egalitate după criteriile acelea, FIFA ar fi organizat o If teams remained level after all these criteria, FIFA va organiza o tragere la sorți

”
| Legenda culorilor din tabel | Legenda culorilor din tabel                                                                                  |
| --------------------------- | --- |
|                             | Câștigătoarea grupei, locul doi și patru echipe cele mai bine clasate de pe locul trei avansează spre optimi |

#### Grupa A
| Echipa        | Jucate | V | E | Î | GM | GP | DG | Pct |
| ------------- | ------ | - | - | - | -- | -- | -- | --- |
| Italia        | 3      | 3 | 0 | 0 | 4  | 0  | +4 | 6   |
| Cehoslovacia  | 3      | 2 | 0 | 1 | 6  | 3  | +3 | 4   |
| Austria       | 3      | 1 | 0 | 2 | 2  | 3  | −1 | 2   |
| Statele Unite | 3      | 0 | 0 | 3 | 2  | 8  | −6 | 0   |

| 9 iunie 1990  |       |               |                           |
| Italia        | 1 – 0 | Austria       | Stadio Olimpico, Roma     |
| 10 iunie 1990 |       |               |                           |
| Statele Unite | 1 – 5 | Cehoslovacia  | Stadio Comunale, Florența |
| 14 iunie 1990 |       |               |                           |
| Italia        | 1 – 0 | Statele Unite | Stadio Olimpico, Roma     |
| 15 iunie 1990 |       |               |                           |
| Austria       | 0 – 1 | Cehoslovacia  | Stadio Comunale, Florența |
| 19 iunie 1990 |       |               |                           |
| Austria       | 2 – 1 | Statele Unite | Stadio Comunale, Florența |
| Italia        | 2 – 0 | Cehoslovacia  | Stadio Olimpico, Roma     |

#### Grupa B
România a revenit la un turneu final după o pauză de 20 de ani. A fost prima participare la o competiție majoră a Generației de Aur așa cum a fost intitulată generația care a adus cele mai mare performanțe pentru echipa națională. Deși a avut o grupă dificilă, cu Argentina, campioana mondială, U.R.S.S., finalista EURO 1988 și Camerun, a depășit faza grupelor.
Tricolorii au început cu o victorie în fața URSS, apoi au reușit în ultimul meci o remiză mare împotriva Argentinei, punctul obținut aducând în premieră pentru România calificarea în faza a doua a unui Campionat Mondial. În optimile de finală, echipa pregătită de Emeric Ienei a fost eliminată de Irlanda după executarea loviturilor de departajare.
| Echipa            | Jucate | V | E | Î | GM | GP | DG | Pct |
| ----------------- | ------ | - | - | - | -- | -- | -- | --- |
| Camerun           | 3      | 2 | 0 | 1 | 3  | 5  | −2 | 4   |
| România           | 3      | 1 | 1 | 1 | 4  | 3  | +1 | 3   |
| Argentina         | 3      | 1 | 1 | 1 | 3  | 2  | +1 | 3   |
| Uniunea Sovietică | 3      | 1 | 0 | 2 | 4  | 4  | 0  | 2   |

| 8 iunie 1990      |       |                   |                          |
| Argentina         | 0 – 1 | Camerun           | San Siro, Milano         |
| 9 iunie 1990      |       |                   |                          |
| Uniunea Sovietică | 0 – 2 | România           | Stadio San Nicola, Bari  |
| 13 iunie 1990     |       |                   |                          |
| Argentina         | 2 – 0 | Uniunea Sovietică | Stadio San Paolo, Napoli |
| 14 iunie 1990     |       |                   |                          |
| Camerun           | 2 – 1 | România           | Stadio San Nicola, Bari  |
| 18 iunie 1990     |       |                   |                          |
| Argentina         | 1 – 1 | România           | Stadio San Paolo, Napoli |
| Camerun           | 0 – 4 | Uniunea Sovietică | Stadio San Nicola, Bari  |

#### Grupa C
| Echipa     | Jucate | V | E | Î | GM | GP | DG | Pct |
| ---------- | ------ | - | - | - | -- | -- | -- | --- |
| Brazilia   | 3      | 3 | 0 | 0 | 4  | 1  | +3 | 6   |
| Costa Rica | 3      | 2 | 0 | 1 | 3  | 2  | +1 | 4   |
| Scoția     | 3      | 1 | 0 | 2 | 2  | 3  | −1 | 2   |
| Suedia     | 3      | 0 | 0 | 3 | 3  | 6  | −3 | 0   |

| 10 iunie 1990 |       |            |                               |
| Brazilia      | 2 – 1 | Suedia     | Stadio Delle Alpi, Torino     |
| 11 iunie 1990 |       |            |                               |
| Costa Rica    | 1 – 0 | Scoția     | Stadio Luigi Ferraris, Genova |
| 16 iunie 1990 |       |            |                               |
| Brazilia      | 1 – 0 | Costa Rica | Stadio Delle Alpi, Torino     |
| Suedia        | 1 – 2 | Scoția     | Stadio Luigi Ferraris, Genova |
| 20 iunie 1990 |       |            |                               |
| Brazilia      | 1 – 0 | Scoția     | Stadio Delle Alpi, Torino     |
| Suedia        | 1 – 2 | Costa Rica | Stadio Luigi Ferraris, Genova |

#### Grupa D
| Echipa                | Jucate | V | E | Î | GM | GP | DG | Pct |
| --------------------- | ------ | - | - | - | -- | -- | -- | --- |
| Germania de Vest      | 3      | 2 | 1 | 0 | 10 | 3  | +7 | 5   |
| Iugoslavia            | 3      | 2 | 0 | 1 | 6  | 5  | +1 | 4   |
| Columbia              | 3      | 1 | 1 | 1 | 3  | 2  | +1 | 3   |
| Emiratele Arabe Unite | 3      | 0 | 0 | 3 | 2  | 11 | −9 | 0   |

| 9 iunie 1990          |       |                       |                                 |
| Emiratele Arabe Unite | 0 – 2 | Columbia              | Stadio Renato Dall'Ara, Bologna |
| 10 iunie 1990         |       |                       |                                 |
| Germania de Vest      | 4 – 1 | Iugoslavia            | San Siro, Milano                |
| 14 iunie 1990         |       |                       |                                 |
| Iugoslavia            | 1 – 0 | Columbia              | Stadio Renato Dall'Ara, Bologna |
| 15 iunie 1990         |       |                       |                                 |
| Germania de Vest      | 5 – 1 | Emiratele Arabe Unite | San Siro, Milano                |
| 19 iunie 1990         |       |                       |                                 |
| Germania de Vest      | 1 – 1 | Columbia              | San Siro, Milano                |
| Iugoslavia            | 4 – 1 | Emiratele Arabe Unite | Stadio Renato Dall'Ara, Bologna |

#### Grupa E
| Echipa        | Jucate | V | E | Î | GM | GP | DG | Pct |
| ------------- | ------ | - | - | - | -- | -- | -- | --- |
| Spania        | 3      | 2 | 1 | 0 | 5  | 2  | +3 | 5   |
| Belgia        | 3      | 2 | 0 | 1 | 6  | 3  | +3 | 4   |
| Uruguay       | 3      | 1 | 1 | 1 | 2  | 3  | −1 | 3   |
| Coreea de Sud | 3      | 0 | 0 | 3 | 1  | 6  | −5 | 0   |

| 12 iunie 1990 |       |               |                                       |
| Belgia        | 2 – 0 | Coreea de Sud | Stadio Marc'Antonio Bentegodi, Verona |
| 13 iunie 1990 |       |               |                                       |
| Uruguay       | 0 – 0 | Spania        | Stadio Friuli, Udine                  |
| 17 iunie 1990 |       |               |                                       |
| Belgia        | 3 – 1 | Uruguay       | Stadio Marc'Antonio Bentegodi, Verona |
| Coreea de Sud | 1 – 3 | Spania        | Stadio Friuli, Udine                  |
| 21 iunie 1990 |       |               |                                       |
| Belgia        | 1 – 2 | Spania        | Stadio Marc'Antonio Bentegodi, Verona |
| Coreea de Sud | 0 – 1 | Uruguay       | Stadio Friuli, Udine                  |

#### Grupa F
| Echipa        | Jucate | V | E | Î | GM | GP | DG | Pct |
| ------------- | ------ | - | - | - | -- | -- | -- | --- |
| Anglia        | 3      | 1 | 2 | 0 | 2  | 1  | +1 | 4   |
| Irlanda       | 3      | 0 | 3 | 0 | 2  | 2  | 0  | 3   |
| Țările de Jos | 3      | 0 | 3 | 0 | 2  | 2  | 0  | 3   |
| Egipt         | 3      | 0 | 2 | 1 | 1  | 2  | −1 | 2   |

Echipele din Irlanda și Olanda au avut rezultate identice. Locul doi a fost determinat prin tragere la sorți.
| 11 iunie 1990 |       |               |                             |
| Anglia        | 1 – 1 | Irlanda       | Stadio Sant'Elia, Cagliari  |
| 12 iunie 1990 |       |               |                             |
| Țările de Jos | 1 – 1 | Egipt         | Stadio La Favorita, Palermo |
| 16 iunie 1990 |       |               |                             |
| Anglia        | 0 – 0 | Țările de Jos | Stadio Sant'Elia, Cagliari  |
| 17 iunie 1990 |       |               |                             |
| Irlanda       | 0 – 0 | Egipt         | Stadio La Favorita, Palermo |
| 21 iunie 1990 |       |               |                             |
| Anglia        | 1 – 0 | Egipt         | Stadio Sant'Elia, Cagliari  |
| Irlanda       | 1 – 1 | Țările de Jos | Stadio La Favorita, Palermo |

#### Clasamentul echipelor de pe locul trei
| Grupa | Echipa        | Jucate | V | E | Î | GM | GP | DG | Pct |
| ----- | ------------- | ------ | - | - | - | -- | -- | -- | --- |
| B     | Argentina     | 3      | 1 | 1 | 1 | 3  | 2  | +1 | 3   |
| D     | Columbia      | 3      | 1 | 1 | 1 | 3  | 2  | +1 | 3   |
| F     | Țările de Jos | 3      | 0 | 3 | 0 | 2  | 2  | 0  | 3   |
| E     | Uruguay       | 3      | 1 | 1 | 1 | 2  | 3  | −1 | 3   |
| A     | Austria       | 3      | 1 | 0 | 2 | 2  | 3  | −1 | 2   |
| C     | Scoția        | 3      | 1 | 0 | 2 | 2  | 3  | −1 | 2   |

### Faza eliminatorie
|  | Optimi              | Optimi           |                         |       | Sferturi de finală | Sferturi de finală |                |                | Semifinale | Semifinale |  |  | Finala | Finala |
|  |                     |                  |                         |       |                    |                    |                |                |            |            |  |  |        |        |
|  | 24 iunie – Turin    |                  |                         |       |                    |                    |                |                |            |            |  |  |        |        |
|  |                     |                  |                         |       |                    |                    |                |                |            |            |  |  |        |        |
|  | Brazilia            | 0                |                         |       |                    |                    |                |                |            |            |  |  |        |        |
|  | Brazilia            | 0                | 30 iunie – Florence     |       |                    |                    |                |                |            |            |  |  |        |        |
|  | Argentina           | 1                |                         |       |                    |                    |                |                |            |            |  |  |        |        |
|  | Argentina           | 1                | Argentina (pen.)        | 0 (3) |                    |                    |                |                |            |            |  |  |        |        |
|  | 26 iunie – Verona   |                  | Argentina (pen.)        | 0 (3) |                    |                    |                |                |            |            |  |  |        |        |
|  |                     | Iugoslavia       | 0 (2)                   |       |                    |                    |                |                |            |            |  |  |        |        |
|  | Spania              | Iugoslavia       | 0 (2)                   | 1     |                    |                    |                |                |            |            |  |  |        |        |
|  | Spania              |                  | 3 iulie – Naples        | 1     |                    |                    |                |                |            |            |  |  |        |        |
|  | Iugoslavia (a.e.t.) | 2                |                         |       |                    |                    |                |                |            |            |  |  |        |        |
|  | Iugoslavia (a.e.t.) | 2                | Argentina (pen.)        | 1 (4) |                    |                    |                |                |            |            |  |  |        |        |
|  | 25 iunie – Genova   |                  | Argentina (pen.)        | 1 (4) |                    |                    |                |                |            |            |  |  |        |        |
|  |                     | Italia           | 1 (3)                   |       |                    |                    |                |                |            |            |  |  |        |        |
|  | Irlanda (pen.)      | Italia           | 1 (3)                   | 0 (5) |                    |                    |                |                |            |            |  |  |        |        |
|  | Irlanda (pen.)      | 30 iunie – Rome  |                         | 0 (5) |                    |                    |                |                |            |            |  |  |        |        |
|  | România (pen.)      | 0 (4)            |                         |       |                    |                    |                |                |            |            |  |  |        |        |
|  | România (pen.)      | 0 (4)            | Irlanda                 | 0     |                    |                    |                |                |            |            |  |  |        |        |
|  | 25 iunie – Rome     |                  | Irlanda                 | 0     |                    |                    |                |                |            |            |  |  |        |        |
|  |                     | Italia           | 1                       |       |                    |                    |                |                |            |            |  |  |        |        |
|  | Italia              | Italia           | 1                       | 2     |                    |                    |                |                |            |            |  |  |        |        |
|  | Italia              |                  | 8 iulie – Rome          | 2     |                    |                    |                |                |            |            |  |  |        |        |
|  | Uruguay             | 0                |                         |       |                    |                    |                |                |            |            |  |  |        |        |
|  | Uruguay             | 0                | Argentina               | 0     |                    |                    |                |                |            |            |  |  |        |        |
|  | 23 iunie – Bari     |                  | Argentina               | 0     |                    |                    |                |                |            |            |  |  |        |        |
|  |                     | Germania de Vest | 1                       |       |                    |                    |                |                |            |            |  |  |        |        |
|  | Cehoslovacia        | Germania de Vest | 1                       | 4     |                    |                    |                |                |            |            |  |  |        |        |
|  | Cehoslovacia        | 1 iulie – Milan  |                         | 4     |                    |                    |                |                |            |            |  |  |        |        |
|  | Costa Rica          | 1                |                         |       |                    |                    |                |                |            |            |  |  |        |        |
|  | Costa Rica          | 1                | Cehoslovacia            | 0     |                    |                    |                |                |            |            |  |  |        |        |
|  | 24 iunie – Milan    |                  | Cehoslovacia            | 0     |                    |                    |                |                |            |            |  |  |        |        |
|  |                     | Germania de Vest | 1                       |       |                    |                    |                |                |            |            |  |  |        |        |
|  | Germania de Vest    | Germania de Vest | 1                       | 2     |                    |                    |                |                |            |            |  |  |        |        |
|  | Germania de Vest    |                  | 4 iulie – Turin         | 2     |                    |                    |                |                |            |            |  |  |        |        |
|  | Țările de Jos       | 1                |                         |       |                    |                    |                |                |            |            |  |  |        |        |
|  | Țările de Jos       | 1                | Germania de Vest (pen.) | 1 (4) |                    |                    |                |                |            |            |  |  |        |        |
|  | 23 iunie – Naples   |                  | Germania de Vest (pen.) | 1 (4) |                    |                    |                |                |            |            |  |  |        |        |
|  |                     | Anglia           | 1 (3)                   |       | Finala mică        | Finala mică        |                |                |            |            |  |  |        |        |
|  | Camerun (a.e.t.)    | Anglia           | 1 (3)                   | 2     | Finala mică        | Finala mică        |                |                |            |            |  |  |        |        |
|  | Camerun (a.e.t.)    | 1 iulie – Naples | 1 iulie – Naples        | 2     |                    |                    | 7 iulie – Bari | 7 iulie – Bari |            |            |  |  |        |        |
|  | Columbia            | 1 iulie – Naples | 1 iulie – Naples        | 1     |                    |                    | 7 iulie – Bari | 7 iulie – Bari |            |            |  |  |        |        |
|  | Columbia            | Camerun (a.e.t.) | 2                       | 1     | Italia             | 2                  |                |                |            |            |  |  |        |        |
|  | 26 iunie – Bologna  | Camerun (a.e.t.) | 2                       |       | Italia             | 2                  |                |                |            |            |  |  |        |        |
|  |                     | Anglia           | 3                       |       | Anglia             | 1                  |                |                |            |            |  |  |        |        |
|  | Anglia (a.e.t.)     | Anglia           | 3                       | 1     | Anglia             | 1                  |                |                |            |            |  |  |        |        |
|  | Anglia (a.e.t.)     |                  |                         | 1     |                    |                    |                |                |            |            |  |  |        |        |
|  | Belgia              | 0                |                         |       |                    |                    |                |                |            |            |  |  |        |        |
|  | Belgia              | 0                |                         |       |                    |                    |                |                |            |            |  |  |        |        |

#### Optimi de finală
| Camerun          | 2 – 1 (a.e.t.) | Columbia   |
| ---------------- | -------------- | ---------- |
| Milla 106', 109' | Report         | Redín 115' |

| Cehoslovacia                     | 4 – 1  | Costa Rica   |
| -------------------------------- | ------ | ------------ |
| Skuhravý 12', 63', 82' Kubík 75' | Report | González 54' |

| Brazilia | 0 – 1  | Argentina    |
| -------- | ------ | ------------ |
|          | Report | Caniggia 80' |

| Germania de Vest         | 2 – 1  | Țările de Jos        |
| ------------------------ | ------ | -------------------- |
| Klinsmann 51' Brehme 82' | Report | R. Koeman 89' (pen.) |

| Irlanda                                            | 0 – 0 (a.e.t.) (d.p.) | România                                   |
| -------------------------------------------------- | --------------------- | ----------------------------------------- |
|                                                    | Report                |                                           |
| Sheedy · Houghton · Townsend · Cascarino · O'Leary | 5 – 4                 | Hagi · Lupu · Rotariu · Lupescu · Timofte |

| Italia                   | 2 – 0  | Uruguay |
| ------------------------ | ------ | ------- |
| Schillaci 65' Serena 85' | Report |         |

| Spania      | 1 – 2 (a.e.t.) | Iugoslavia         |
| ----------- | -------------- | ------------------ |
| Salinas 83' | Report         | Stojković 78', 92' |

| Anglia     | 1 – 0 (a.e.t.) | Belgia |
| ---------- | -------------- | ------ |
| Platt 119' | Report         |        |

#### Sferturi de finală
| Iugoslavia                                                | 0 – 0 (a.e.t.) (d.p.) | Argentina                                              |
| --------------------------------------------------------- | --------------------- | ------------------------------------------------------ |
|                                                           | Report                |                                                        |
| Stojković · Prosinečki · Savićević · Brnović · Hadžibegić | 2 – 3                 | Serrizuela · Burruchaga · Maradona · Troglio · Dezotti |

| Italia        | 1 – 0  | Irlanda |
| ------------- | ------ | ------- |
| Schillaci 38' | Report |         |

| Germania de Vest    | 1 – 0  | Cehoslovacia |
| ------------------- | ------ | ------------ |
| Matthäus 25' (pen.) | Report |              |

| Anglia                                    | 3 – 2 (a.e.t.) | Camerun                    |
| ----------------------------------------- | -------------- | -------------------------- |
| Platt 25' Lineker 83' (pen.), 105' (pen.) | Report         | Kundé 61' (pen.) Ekéké 65' |

#### Semifinale
| Italia                                            | 1 – 1 (a.e.t.) (d.p.) | Argentina                                          |
| ------------------------------------------------- | --------------------- | -------------------------------------------------- |
| Schillaci 17'                                     | Report                | Caniggia 67'                                       |
| Baresi · Baggio · De Agostini · Donadoni · Serena | 3 – 4                 | Serrizuela · Burruchaga · Olarticoechea · Maradona |

| Germania de Vest                  | 1 – 1 (a.e.t.) (d.p.) | Anglia                                        |
| --------------------------------- | --------------------- | --------------------------------------------- |
| Brehme 60'                        | Report                | Lineker 80'                                   |
| Brehme · Matthäus · Riedle · Thon | 4 – 3                 | Lineker · Beardsley · Platt · Pearce · Waddle |

#### Finala mică
| Italia                          | 2 – 1  | Anglia    |
| ------------------------------- | ------ | --------- |
| Baggio 71' Schillaci 86' (pen.) | Report | Platt 81' |

#### Finala
| Germania de Vest  | 1 – 0  | Argentina |
| ----------------- | ------ | --------- |
| Brehme 85' (pen.) | Report |           |

## Marcatori
| 6 goals - Salvatore Schillaci 5 goals - Tomáš Skuhravý 4 goals - Roger Milla - Gary Lineker - Lothar Matthäus - Míchel 3 goals - David Platt - Andreas Brehme - Jürgen Klinsmann - Rudi Völler 2 goals - Claudio Caniggia - Careca - Müller - Bernardo Redín - Michal Bílek - Roberto Baggio - Gavril Balint - Marius Lăcătuș - Davor Jozić - Darko Pančev - Dragan Stojković | 1 goal - Andreas Ogris - Gerhard Rodax - Jorge Burruchaga - Pedro Monzón - Pedro Troglio - Jan Ceulemans - Lei Clijsters - Michel De Wolf - Marc Degryse - Enzo Scifo - Patrick Vervoort - Eugène Ekéké - Emmanuel Kundé - François Omam-Biyik - Freddy Rincón - Carlos Valderrama - Juan Cayasso - Róger Flores - Rónald González - Hernán Medford - Ivan Hašek - Luboš Kubík - Milan Luhový - Magdi Abdelghani - Mark Wright - Uwe Bein - Pierre Littbarski | - Niall Quinn - Kevin Sheedy - Giuseppe Giannini - Aldo Serena - Ruud Gullit - Wim Kieft - Ronald Koeman - Mo Johnston - Stuart McCall - Hwangbo Kwan - Igor Dobrovolski - Oleh Protasov - Oleksandr Zavarov - Andrei Zygmantovich - Alberto Górriz - Julio Salinas - Tomas Brolin - Johnny Ekström - Glenn Strömberg - Khalid Ismaïl - Ali Thani - Paul Caligiuri - Bruce Murray - Pablo Bengoechea - Daniel Fonseca - Robert Prosinečki - Safet Sušić |

- Nu s-au marcat autogoluri.